# Limnephilus plaga
Limnephilus plaga là một loài Trichoptera trong họ Limnephilidae. Chúng phân bố ở miền Tân bắc.